# Щербаков, Генрих Александрович
Генрих Александрович Щербаков — советский хозяйственный, государственный и политический деятель.

## Биография
Родился в 1934 году в Донецке. Член КПСС.
С 1956 года — на хозяйственной, общественной и политической работе. В 1956—1994 гг. — диспетчер на металлургическом заводе в Златоусте, теплотехник на Челябинском заводе металлоконструкций им. С. Орджоникидзе, секретарь комитета ВЛКСМ завода, теплотехник, мастер по спецстали, заместитель начальника цеха, заместитель секретаря, секретарь парткома завода, 1-й секретарь Ленинского (Челябинск) райкома КПСС, секретарь, 1-й секретарь Челябинского горкома КПСС, секретарь, заместитель председателя облсовета профсоюзов.
Делегат 26-го съезда КПСС.
Жил в Челябинске.